# Philipota ludhianaensis
Philipota ludhianaensis är en tvåvingeart som beskrevs av Kapoor, Grewal och Sharma 1991. Philipota ludhianaensis ingår i släktet Philipota och familjen bromsar.
Artens utbredningsområde är Punjab (Indien). Inga underarter finns listade i Catalogue of Life.